# Fabrice Lenglart
Fabrice Lenglart est un économiste français. Il est nommé directeur général de l'Institut national de la statistique et des études économiques (Insee) en juin 2025.

## Biographie

### Formation
Fabrice Lenglart est un ancien élève de l’École polytechnique et de l'ENSAE. Il est également titulaire d'une maîtrise de philosophie obtenue à Paris I et de l'agrégation de mathématiques.

### Carrière administrative
Fabrice Lenglart commence sa carrière en 1994  au département de la conjoncture de l’Insee. Il occupe divers postes au sein de la statistique publique.
Il exerce également à la direction générale du trésor entre 1999 et 2005.
Il est ensuite nommé commissaire général adjoint de France Stratégie en 2016 en en 2019 rapporteur général de la réforme du revenu universel d’activité.
De 2020 à 2025 il dirige la DREES.

### Directeur de l'Insee
A l'issue du conseil des ministres du 4 juin 2025, il est nommé directeur général de l’Insee et prend la succession de Jean-Luc Tavernier au 30 juin 2025.

## Publication
- 2017-2027 - Enjeux pour une décennie, avec Jean Pisani-Ferry, La Documentation française 2016,  (ISBN 978-2111451957)